# مانوئل رودا
مانوئل رودا (انگلیسی: Manuel Rueda؛ زادهٔ ۲ ژانویهٔ ۱۹۸۰) بازیکن فوتبال اهل اسپانیا است.
از باشگاه‌هایی که در آن بازی کرده‌است می‌توان به باشگاه فوتبال آلکورکون اشاره کرد.